# Luci Valeri Flac (cònsol 195 aC)
Luci Valeri Flac (en llatí: Lucius Valerius P. F. L. N. Flaccus) va ser un magistrat romà dels segles iii i II aC. Era germà del Flamen Dialis Gai Valeri Flac. Formava part de la gens Valèria, una antiga gens romana i portava el cognomen de Flac.
L'any 201 aC va ocupar el càrrec d'edil curul en el lloc del seu germà que no podia exercir-lo per ser sacerdot. I el 199 aC va ser nomenat pretor i va rebre la província de Sicília. El 195 aC va ser pontífex en lloc de Marc Corneli Cetege i el mateix any va ser nomenat cònsol amb Marc Porci Cató Censorí com a col·lega i amb Itàlia com a província. A l'estiu va fer la guerra als bois i els va derrotar i en va matar vuit mil dispersant a la resta d'enemics. Després va passar un temps a la vora del Po, a Placentia i Cremona, amb obres de restauració de les destrosses de la guerra, fins a l'any 194 aC en què va ser procònsol amb seu a Milà i va lluitar amb èxit contra gals, ínsubres i bois, que havien creuat el Po dirigits per Dorulacos, i es diu que va matar deu mil enemics.
L'any 191 aC va servir com a llegat al cònsol Mani Acili Glabrió en la guerra contra els etolis i els macedonis. Era a les Termòpiles i va ocupar Rhoduntia i Tichius amb 2.000 soldats. Els macedonis van ser posats en fugida i Flac els va perseguir i en va fer una matança. Com a Triumviri coloniae deducendae, el 190 aC, va fundar Bononia.
L'any 184 aC va ser altre cop col·lega de Marc Porci Cató com a censor i el mateix any va rebre el títol de Princeps Senatus a la mort de Publi Corneli Escipió Africà. Va morir com a pontífex i Princeps Senatus l'any 180 aC.
Políticament, Flac era un conservador i va ajudar a Cató en la defensa de la tradició romana contra l'hel·lenisme.